# وايت بيركت ميلر
وايت بيركت ميلر (بالإنجليزية: White Burkett Miller)‏ هو شخصية أعمال أمريكي، ولد في 30 سبتمبر 1866 في مقاطعة ريا في الولايات المتحدة، وتوفي في 4 أكتوبر 1929 في لوكأوت ماونتن في الولايات المتحدة.